# Laas Geel

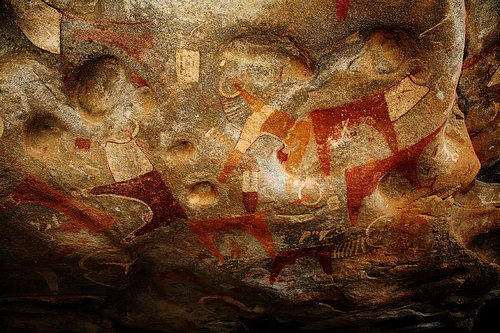
Teil der Höhlenmalereien

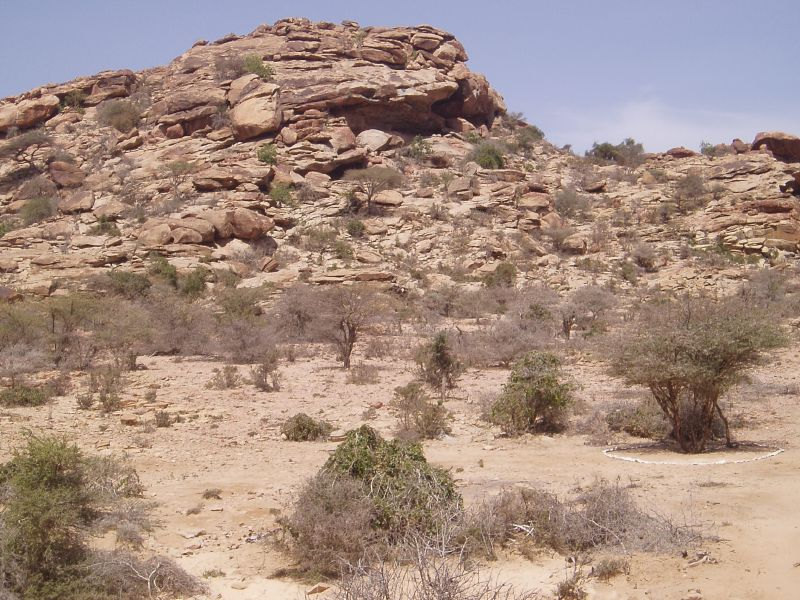
Ansicht des Felsmassivs

Laas Geel oder Laas Gaal ist ein kleines Felsmassiv bei Hargeysa in Somaliland, das für die in seinen Höhlen entdeckten Höhlenmalereien bekannt ist.
Die Höhlen beherbergen einige der frühesten und besterhaltenen bekannten Kunstwerke am Horn von Afrika und auf dem afrikanischen Kontinent insgesamt. Datierungsvorschläge schwanken zwischen 4000 v. Chr. und 3000 v. Chr.

## Geographie und Umgebung
Es handelt sich um ein kleines Felsmassiv aus rotem Granit, das auf dem Gebiet einer Ansiedlung von Nomaden in Dubato (alternative Schreibweise Dhubbato) nordöstlich von Hargeysa liegt. Der Felsen ragt aus einem Plateau heraus, auf dem Somali-Nomaden ihre Tiere weiden lassen und Wildantilopen die Landschaft durchstreifen. An seinem Fuß fließen zwei saisonale Wasserläufe (Wadis) zusammen, unter denen zudem der Grundwasserspiegel nahe der Oberfläche liegt. Aufgrund dieser Wasservorkommen hat der Fels seinen Namen, der etwa „Wasserstelle für Kamele“ bedeutet. Der Fels weist rund 20 Höhlen und Nischen auf, von denen etwa zehn mit neolithischen Felszeichnungen versehen sind.

## Entdeckung
Die örtlichen Nomaden benutzten die Höhlen, um Schutz bei Regen zu suchen, und wussten von den Malereien, beachteten sie aber kaum.
Im November und Dezember 2002 war eine Gruppe französischer Forscher unter der Leitung von Xavier Gutherz in Nordsomalia (Somaliland) unterwegs, um nach Spuren aus der Zeit von 5000 bis 2000 v. Chr. zu suchen, aus der Zeit, als Produktionswirtschaft in diesem Teil des Horns von Afrika aufkam. Am 4. Dezember wiesen Bewohner des kleinen Dorfes Daarbudhuq (alternative Schreibweise: Dacarbudhug) an der Straße zwischen Hargeysa und Berbera die Forscher auf Laas Geel hin. Wegen Zeitmangels konnten sie die Höhlenmalereien zunächst nur kurz untersuchen. Im November 2003 untersuchten sie sie auf einer weiteren Expedition genauer.

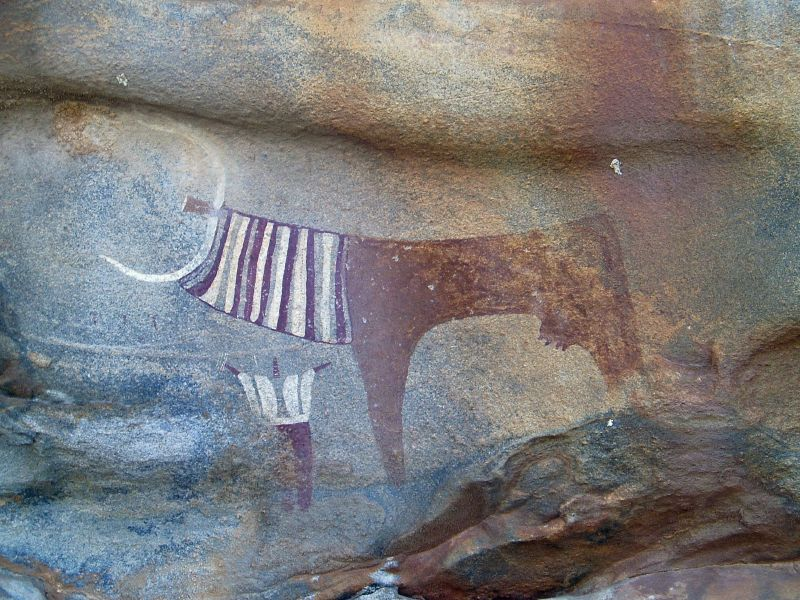
Mensch und Kuh

## Die Höhlenmalereien
Die Felszeichnungen sind die wohl besterhaltenen Afrikas. Sie zeigen überwiegend Kühe sowie Menschen. Die meisten Abbildungen sind mehrfarbig, die vorkommenden Farben sind roter Ocker, Weiß, gelber Ocker sowie Schwarz.
Die Hälse der Kühe sind mit einer Art Plastron versehen, was ein zeremonieller Schmuck oder auch eine symbolische Darstellung sein könnte. Ihre Köpfe erscheinen stark schematisiert. Die Euter sind hingegen jeweils mit vier Zitzen deutlich abgebildet, was wohl auf eine große Bedeutung von Milch in der Ernährung der damaligen Menschen hinweist. Im Unterschied zu heutigen afrikanischen Rindern haben sie keinen Höcker. Die Kuh-Abbildungen sind meist etwa 40–50 cm lang und 20–30 cm hoch.
Die Menschen sind mit weitem, bekleidetem Oberkörper und ausgebreiteten Armen und deutlich kleiner als die Kühe abgebildet; möglicherweise beten sie die Kühe an.
Daneben sind ein Haushund, weitere Canidae und eine Giraffe abgebildet, alle ebenfalls kleiner als die Kühe. Zum Teil sind Abbildungen offensichtlich über andere Bilder gemalt.
Anhand von Laboranalysen von in unmittelbarer Nähe ausgegrabenen Knochen und Holzkohle wurden die Malereien auf die Zeit zwischen 3500 und 3000 v. Chr. datiert.

## Entwicklung seit der Entdeckung

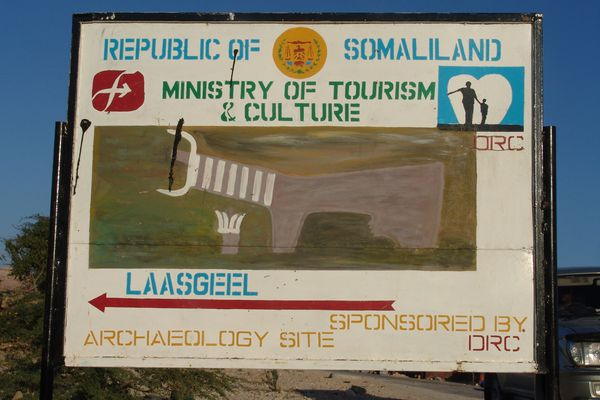
Schild in Berbera

Seit ihrer wissenschaftlichen Entdeckung sind die Höhlenmalereien von Laas Geel einer kleinen, aber wachsenden Zahl von Besuchern ausgesetzt. Es wurde, auch mit Unterstützung des Danish Refugee Council (DRC), eine bescheidene touristische Infrastruktur aufgebaut. Die Behörden Somalilands propagieren Laas Geel als „nationales Erbe“ und Touristenattraktion. Damit wollen sie auch die Aufmerksamkeit für die Höhlenmalereien nutzen, um ihre Bemühungen um die Anerkennung der Unabhängigkeit Somalilands voranzutreiben.
Der World Monuments Fund nahm Laas Geel in seine Liste der 100 meistgefährdeten Kulturdenkmäler auf.
2007 wurden in Dhambalin weitere Höhlenmalereien entdeckt.
|  |  |